# Discografia dei Dead or Alive

## Album in studio
| Anno | Album                                                | UK | USA | Giappone | Germania | Informazioni supplementari |
| ---- | ---------------------------------------------------- | -- | --- | -------- | -------- | --- |
| 1984 | Sophisticated Boom Boom                              | 29 | -   | 1        | 82       | 1º album di studio. 1.900.000 copie vendute (gran parte in Giappone).                                                         |
| 1985 | Youthquake                                           | 9  | 31  | 31       | 14       | 2º album di studio. Vendendo 2.200.000 copie (gran parte in Giappone), ha conquistato il disco d'oro sia in UK che negli USA. |
| 1987 | Mad, Bad and Dangerous to Know                       | 27 | 52  | 19       | 21       | 3º album di studio. 2.100.000 copie vendute (gran parte in Giappone).                                                         |
| 1987 | Rip It Up                                            | 62 | 195 | 4        | 36       | 1ª raccolta di successi di studio. 1.100.000 copie vendute.                                                                   |
| 1988 | Nude                                                 | 82 | 106 | 9        | 64       | 4º album di studio. 1.300.000 copie vendute.                                                                                  |
| 1990 | Fan the Flame (Part 1)                               | -  | -   | 23       | -        | 5º album di studio. Uscito solo in Giappone.                                                                                  |
| 1995 | Nukleopatra                                          | -  | -   | 100      | -        | 6º album di studio. 1.000.000 di copie vendute.                                                                               |
| 2003 | Evolution - The Hits                                 | 44 | 89  | 47       | 42       | 2ª raccolta di successi di studio. In due edizioni: singola e doppia.                                                         |
| 2010 | That's the Way I like It : The Best of Dead Or Alive |    |     |          |          | Raccolta dei singoli editi dalla Epic-Sony tra il 1983 e il 1989                                                              |

## Singoli
| 1980 | "I'm Falling"                                    | —   | —  | —  | —  | —  | —  | — | —  | Non-album songs                |
| 1981 | "Number Eleven"                                  | —   | —  | —  | —  | —  | —  | — | —  | Non-album songs                |
| 1982 | "It's Been Hours Now"                            | —   | —  | —  | —  | —  | —  | — | —  | Non-album songs                |
| 1982 | "Stranger"                                       | —   | —  | —  | 10 | —  | —  | — | —  | Non-album songs                |
| 1983 | "Misty Circles"                                  | 100 | —  | 4  | 1  | —  | —  | — | —  | Sophisticated Boom Boom        |
| 1983 | "What I Want"                                    | 88  | —  | —  | 1  | 99 | —  | — | —  | Sophisticated Boom Boom        |
| 1984 | "I'd Do Anything"                                | 79  | —  | —  | 1  | 72 | —  | — | —  | Sophisticated Boom Boom        |
| 1984 | "That's the Way (I Like It)"                     | 22  | —  | 28 | 1  | 95 | 45 | — | —  | Sophisticated Boom Boom        |
| 1984 | "What I Want" (re-release)                       | 87  | —  | —  | 1  | 81 | —  | — | —  | Sophisticated Boom Boom        |
| 1984 | "You Spin Me Round (like a Record)"              | 1   | 11 | 2  | 1  | 2  | 3  | 1 | 3  | Youthquake                     |
| 1985 | "Lover Come Back to Me"                          | 11  | 75 | 13 | 1  | 5  | 13 | 5 | 24 | Youthquake                     |
| 1985 | "In Too Deep"                                    | 14  | —  | —  | 1  | 11 | 31 | — | —  | Youthquake                     |
| 1985 | "My Heart Goes Bang (Get Me to the Doctor)"      | 23  | —  | 15 | 1  | 14 | 41 | — | —  | Youthquake                     |
| 1986 | "Brand New Lover"                                | 31  | 15 | 1  | 1  | 22 | 21 | — | 44 | Mad, Bad and Dangerous to Know |
| 1987 | "Something in My House"                          | 12  | 58 | 3  | 1  | 16 | 19 | — | —  | Mad, Bad and Dangerous to Know |
| 1987 | "Hooked on Love"                                 | 69  | —  | —  | 1  | 60 | 33 | — | —  | Mad, Bad and Dangerous to Know |
| 1987 | "I'll Save You All My Kisses"                    | 78  | —  | —  | 2  | 39 | 47 | — | —  | Mad, Bad and Dangerous to Know |
| 1988 | "Turn Around & Count 2 Ten"                      | 70  | —  | 2  | 1  | 6  | 30 | — | —  | Nude                           |
| 1989 | "Come Home with Me Baby"                         | 62  | 69 | 1  | 1  | 26 | 45 | — | —  | Nude                           |
| 1989 | "Baby Don't Say Goodbye"                         | —   | —  | 6  | 1  | 93 | —  | — | —  | Nude                           |
| 1991 | "Your Sweetness (Is Your Weakness)"              | —   | —  | —  | 1  | —  | —  | — | —  | Fan the Flame (Part 1)         |
| 1991 | "Gone 2 Long"                                    | —   | —  | —  | 1  | —  | —  | — | —  | Fan the Flame (Part 1)         |
| 1991 | "Unhappy Birthday"                               | —   | —  | —  | 1  | —  | —  | — | —  | Fan the Flame (Part 1)         |
| 1994 | "Rebel Rebel" (as International Chrysis)         | 76  | —  | —  | —  | —  | 97 | — | —  | Nukleopatra                    |
| 1996 | "You Spin Me Round (like a Record)" (1996 remix) | —   | —  | —  | —  | —  | 28 | — | —  | Nukelopatra                    |
| 1996 | "Sex Drive"                                      | —   | —  | —  | 1  | —  | 52 | — | 1  | Nukelopatra                    |
| 2001 | "Hit and Run Lover"                              | —   | —  | —  | 2  | —  | —  | — | —  | Fragile                        |
| 2003 | "You Spin Me Round 2003"                         | 23  | —  | 21 | —  | 96 | 62 | — | —  | Evolution                      |
| 2006 | "You Spin Me Round (like a Record)" (re-release) | 5   | —  | —  | —  | —  | —  | — | —  | Youthquake                     |
| le barrette "—" indicano che la canzone non entrò in classifica o che non fu pubblicata in quella nazione |                                                  |     |    |    |    |    |    |   |    |                                |

## Video album
- Rip it Up
- Evolution: The Videos

## Video musicali
- "I'd Do Anything"
- "That's the Way (I Like It)"
- "You Spin Me Round (like a Record)"
- "Lover Come Back to Me"
- "In Too Deep"
- "My Heart Goes Bang"
- "Brand New Lover"
- "Something in My House"
- "I'll Save You All My Kisses"
- "Hooked On Love"
- "Turn Around and Count 2 Ten"
- "Come Home (With Me Baby)"
- "Your Sweetness (Is Your Weakness)"
- "Rebel Rebel"
- "You Spin Me Round (like a Record)" ('96 Remix)
- "Hit & Run Lover"
- "You Spin Me Round (like a Record)" (2003 Remix)

Da sottolineare che il video per Hooked On Love è un mix di frammenti dei loro video precedenti.